# Леонтович, Фёдор Иванович
Фёдор Ива́нович Леонто́вич, (3 [15] января 1833, Поповка, Черниговская губерния — 21 декабря 1910  [3 января 1911], Кисловодск, Кавказская губерния) — российский юрист, доктор права, ординарный профессор, декан юридического факультета и ректор Императорского Новороссийского университета (1869—1872, 1872—1877).

## Биография
Родился 3 (15) января 1833 года в селе Поповка Конотопского уезда Черниговской губернии в семье православного священника. Обучался в Нежинской гимназии (1845—1852) и юридическом лицее князя Безбородко (1852—1855). В 1856—1860 годах учился на юридическом факультете Киевского университета Св. Владимира. В 1860 году был определён преподавателем уголовных законов в Киевский университет, а в следующем году перемещён в Ришельевский лицей на должность адъюнкта по кафедре государственного права и истории русского права.
В 1863 году был определён приват-доцентом по кафедре истории русского права в Киевский университет, где читал уголовное судопроизводство. С 1865 года — доцент Новороссийского университета по кафедре истории русского права. В 1868 году был произведён в должность экстраординарного и затем ординарного профессора университета.
В 1869 году был избран ректором Новороссийского университета. В этой должности состоял два срока — 1869—1872, 1872—1877. В 1879 году был избран деканом юридического факультета Новороссийского университета, а в 1881 году — проректором Новороссийского университета.
В 1892—1902 годах работал в Варшавском университете. Несколько раз Ф. И. Леонтович замещал декана, редактировал «Варшавские университетские известия», был членом университетского суда. Однако прежде всего он занимался научной деятельностью.
В 1902 году подал рапорт об отставке. Последние годы ученого прошли в постоянной научной работе.
Умер 21 декабря 1910 (3 января 1911) года в Кисловодске, где и был похоронен.

## Научная работа
В двух статьях, напечатанных в «Журнале Министерства Народного Просвещения», 1867, № 4, и 1874, № 6 и 7, Леонтович выступил с теорией задружно-общинного характера политического быта древней Руси и, между прочим, доказывал, что под вервью Русской Правды должно разуметь семейную общину. Большая часть фундаментальных работ Леонтовича посвящена древнему славянскому и в особенности литовско-русскому праву. В последней области он занимает видное место. Менее удачны его опыты объяснения татарских влияний на строй и право Московского государства, в учёной критике они встретили серьёзный отпор. Два сделанные им опыта обработки истории русского права в самом начале приостановились. Изданная им библиография по истории русского права весьма полезна.
В 1864 году получил ученую степень магистра государственного права за «Историческое исследование о правах литовско-русских евреев» (Киев, 1863). Он получил учёную степень доктора государственного права за диссертацию «Древнее хорвато-далматское законодательство» (Одесса, 1868). Награждён орденами: св. Анны 2-й степени с Императорской короной и св. Владимира 3-й степени. Состоял действительным членом Сербского учёного общества в Белграде и Общества истории и древностей в Одессе.
Профессор Леонтович — признанный специалист в области истории государственных учреждений и права Великого княжества Литовского. Он извлёк, систематизировал и подготовил к печати свыше 750 актов литовской метрики 1413—1507 годов из варшавских архивов. Общее количество его научных трудов достигает 80.

## Награды
- Орден Святой Анны 2-й степени с Императорской короной
- Орден Святого Владимира 3-й степени
- Орден Святого Станислава 1-й степени
- Медаль в память царствования императора Александра III